# Pierre-Gaspard Chaumette

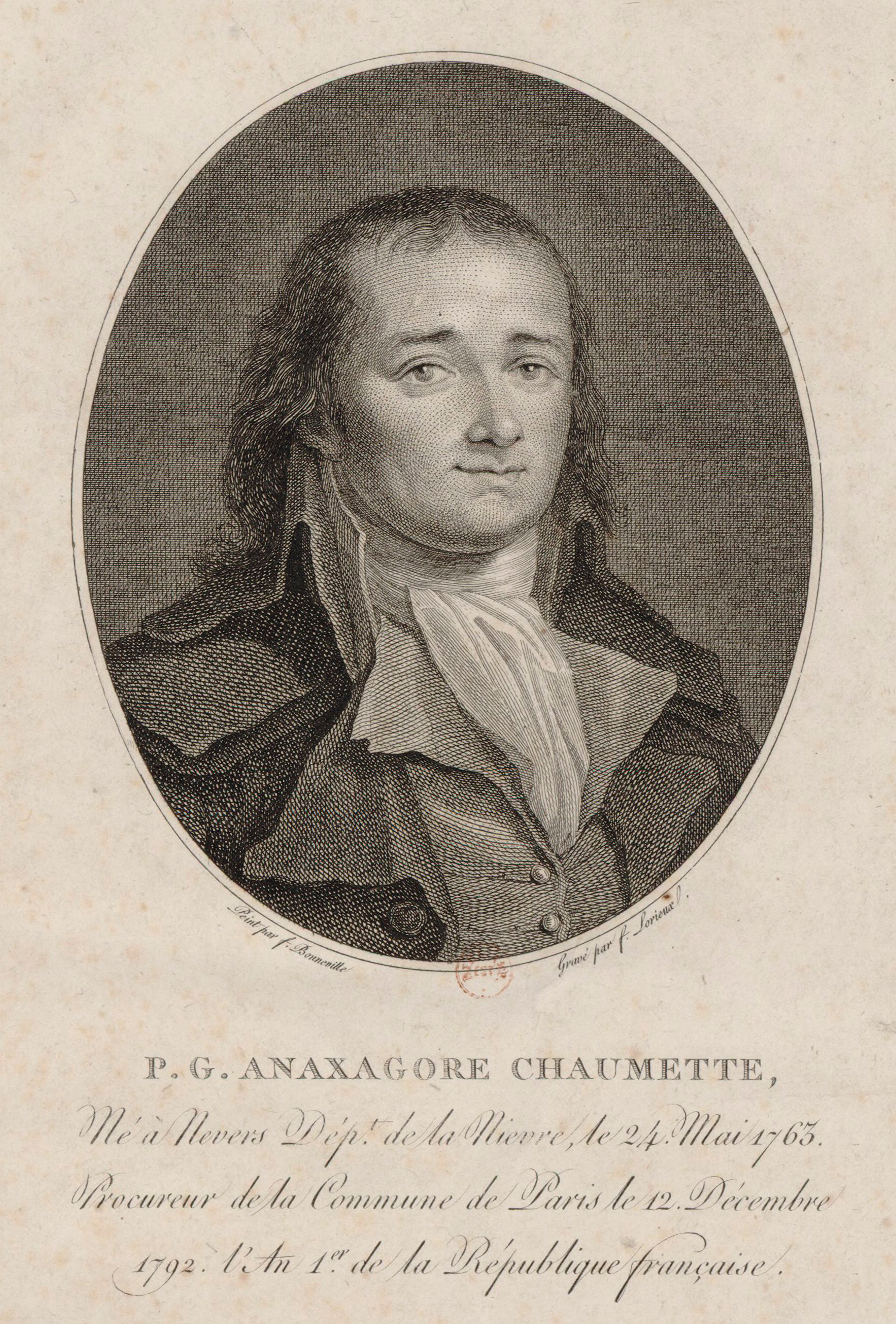
Pierre Gaspard Chaumette

Pierre Gaspard Chaumette (Anaxagoras Chaumette, såsom han själv kallade sig), född 1763 i Nevers, död 13 april 1794, var en fransk revolutionär. När 1789 års revolution utbröt var han skrivare hos en advokat i Paris.

## Biografi
Pierre-Gaspard Chaumette ingick i Cordelierklubben och blev medarbetare i flera radikala tidningar, men stod likväl tämligen i skymundan, till dess hans fanatiska tal under gräsligheterna augusti-september 1792 med ens gjorde honom populär. Då blev han Pariskommunens prokurator. Han bidrog kraftigt till upprättandet av revolutionstribunalen och till antagandet av lagen mot "de misstänkta".
Chaumette var, tillsammans med Hébert , en lidelsefull apostel för förnuftets dyrkan och lät 10 november 1793 i Notre-dame fira en högtidlig fest till dess ära, varvid den nya gudomen representerades av boktryckaren Momoros unga hustru. Han slöt sig till "Hébertisterna" och följde dem i fallet. Han anklagades för att ha sökt utplåna gudomsidén och grunda Frankrikes styrelse på ateismen.
Efter konflikten med Robespierre  arresterades han och ställdes inför revolutionstribunalen samt dömdes till döden och avrättades 13 april 1794.